# Bulbul menut muntanyenc
El bulbul menut muntanyenc (Phyllastrephus albigula) és una espècie d'ocell de la família dels picnonòtids (Pycnonotidae). És endèmic de Tanzània. Els seus hàbitats principals són els boscos tropicals i subtropicals de frondoses humits de les terres baixes i de l'estatge montà. L'estat de conservació de l'espècie es considera gairebé amenaçada.